# Tōchi
Tōchi, född okänt år, död 678, var en japansk prinsessa och kejsarinna, gift med sin kusin kejsar Kōbun. 